# Тавфик, Абдельазиз
Абдельазиз Тавфик (араб. عبد العزيز توفيق‎; 24 мая 1986) — египетский футболист, выступающий на позициях крайнего защитника или левого полузащитника.
Тавфик принимал участие в Чемпионате мира по футболу среди молодёжных команд 2005 года, проходившего в Нидерландах.
Абдельазиз — старший брат выступающего за «Замалек» Ахмеда Тавфика.

## Клубная карьера
Успешная игра Тавфика за клуб «Эль-Мансура» привлекла руководство команды «ЕНППИ», взявшей его к себе, несмотря на отсутствие какой-либо необходимости в этом. Молодой полузащитник сумел быстро закрепиться в составе нового клуба, а также был вызван в национальную сборную. Затем он перешёл в клуб «Аль-Масри» перед началом сезона 2011/2012. Из-за трагедии на стадионе в Порт-Саиде этот сезон не был доигран, а в следующем сезоне 2012/2013 «Аль-Масри» снялся по этой же причине с турнира. Тавфик перешёл на условиях аренды в «Смуху», откуда вернулся в «Аль-Масри» перед началом сезона 2013/2014.